# مروان رجب
مروان رجب (مواليد 3 أغسطس 1974) هو مدرب كرة يد مصري للمنتخب المصري. 
شارك في منتخب مصر لكرة اليد للرجال في دورة الألعاب الأولمبية الصيفية 2000 و 2004. 